# Owen Tudor
Owen Tudor (gallese: Owain ap Maredydd ap Tudur; 1400 circa – 2 febbraio 1461) è stato un militare e cortigiano gallese.

Stemma di Owen Tudor

Discendente dal principe gallese Rhys ap Gruffydd (The Lord Rhys), Owen Tudor è ricordato soprattutto come ascendente della branca reale dei Tudor e per la sua relazione e il probabile matrimonio segreto con Caterina di Valois, vedova di re Enrico V d'Inghilterra. Egli è infatti il nonno di Enrico VII d'Inghilterra, primo sovrano Tudor e la sua ascendenza va probabilmente rintracciata ad Anglesey dove risiedevano i Tudor di Penmynydd il cui patriarca potrebbe essere rintracciato in Ednyfed Fychan (1170 circa-1246), siniscalco per il Regno del Gwynedd. Una delle zie di Owen divenne la madre di Owain Glyndŵr, l'ultimo gallese a detenere il titolo di principe del Galles. Suo padre e i suoi zii svolsero un ruolo preminente sia alla sua corte sia durante la rivolta di Glyndŵr.

## Una figura sfuggente
Owen Tudor nacque ad Anglesey attorno al 1392 da Maredudd ap Tudur e Margaret ferch Dafydd. Gli storici sono piuttosto concordi nel tracciare l'ascendenza di Owen fino al militare e Siniscalco per il Regno del Gwynedd Ednyfed Fychan che aveva preso in moglie una delle figlie di Rhys ap Gruffydd permettendo a lui e alla famiglia di accedere a posti di comando nel Gwynedd e a tentare, insieme a loro, di rendere il Galles un regno unito. Anche dopo la conquista del Galles di Edoardo I la famiglia regnante del Gwynedd continuò a governare, anche se a nome del re inglese. Questo però non impedì loro di sentire l'appartenenza al popolo gallese e la lealtà nei confronti del loro retaggio li portò a partecipare alle rivolte di Glyndŵr.
Dei primi anni della vita di Owen di fatto non si sa nulla probabilmente a causa della partecipazione della famiglia alle rivolte, di volta in volta si disse che egli era il figlio bastardo del proprietario di una birreria, che suo padre era un assassino che s'era dato alla macchia, che Owen aveva combattuto alla battaglia di Azincourt, che era un membro della casa di Caterina di Valois, quale suo guardarobiere, che era un cavaliere al servizio di suo marito Enrico V d'Inghilterra, che la loro relazione era iniziata quando era finito in grembo alla regina mentre danzavano o ancora che l'inizio si doveva al fatto che Caterina l'aveva visto mentre nuotava. Lo storico gallese del XVI secolo Elis Gruffydd scrisse che Owen era al servizio di Caterina, quel che è certo è che dopo la soppressione della rivolta molti gallesi cercarono ed ottennero un posto sicuro a corte e, nel maggio 1421, tale Owen Meredith si unì al seguito del barone Walter Hungerford uno dei capi della corte di Enrico in carica dal 1415 fino al 1421.

## Matrimonio e discendenza
Enrico V morì il 31 agosto 1422 lasciando Caterina vedova, ella all'inizio visse con il figlioletto Enrico VI d'Inghilterra prima di andare a vivere presso il castello di Wallingford. Qualche anno dopo, nel 1427, si sparse la voce che Caterina avesse intrapreso una relazione con un cugino del marito, Edmund Beaufort, II duca di Somerset, una cosa tutt'altro che certa, ma tanto bastò perché si sentisse il bisogno di regolamentare le seconde nozze della regina. Alcuni storici credono che la relazione non solo fosse vera, ma che da essa fosse nato Edmondo Tudor e che, per non infrangere le leggi promulgate in quel periodo, Caterina avesse poi rapidamente sposato Owen.
Owen e Caterina ebbero almeno due figli ufficialmente riconosciuti, più altri due la cui esistenza è solo presunta:
- Edmondo (1430 - 1º novembre 1456). Sposò Margaret Beaufort, e fu padre di Enrico VII, nato postumo.
- Jasper, I duca di Bedford (1431 - dicembre 1495). Sposò Caterina Woodville, figlia di Riccardo Woodville e Giacometta di Lussemburgo, senza discendenza.
- Owen Edoardo. La sua esistenza è incerta, ma sarebbe stato monaco benedettino a Westminster e sarebbe morto in età giovanile.
- Caterina Margherita. La sua esistenza è incerta, essendo citata solo in una genealogia del XV secolo, secondo cui sarebbe divenuta suora.

A questi va aggiunto almeno un figlio illegittimo che Owen ebbe da una donna sconosciuta:
- David Owen (nato nel 1459, nel castello di Pembroke). Divenne cavaliere e acquisì prima Southwick Court per suo diritto e poi la tenuta di Cowdray come parte della dote di sua moglie. È sepolto nella chiesa del priore di Easebourne.

## Alla corte
Alla morte di Caterina, nel 1437, Owen si trovò sprovvisto della sua protezione e venne incarcerato presso la prigione di Newgate, scappato l'anno dopo venne catturato e messo sotto la custodia del conestabile del Castello di Windsor. Nel 1439 Enrico VI lo perdonò ridandogli tutte le proprietà e i beni in più gli diede una pensione annua di 40£ e gli procurò una posizione a corte creandolo Custode del Parco del Re presso Denbigh. Nel 1442 Enrico accolse a corte i fratellastri Edmondo e Jasper Tudor e dieci anni dopo vennero creati rispettivamente Conte di Richmond e Conte di Pembroke cosa che rese pubblico il riconoscimento da parte di Enrico dei propri fratelli uterini. Nel 1459 Owen si vide aumentata la pensione a 100£ e lui e il figlio minore ebbero l'incarico di arrestare un simpatizzante della Casa di York, John Dwnn di Kidwelly e un anno dopo Owen manifestò un certo interesse per delle proprietà confiscate a un altro yorkista John, Lord Clinton. Il 5 febbraio 1460 lui ed Owen ebbero degli incarichi, vitalizi, nella signoria di Denbigh, allora appannaggio del Duca di York, un segno del fatto che in futuro avrebbe potuto essere loro.
Owen trovò la morte durante la guerra delle due rose, ovviamente schierati con la Casa di Lancaster, Owen e Jasper parteciparono nel febbraio 1461 alla Battaglia di Mortimer's Cross dove vennero sonoramente sconfitti dagli uomini di Edoardo di York. Due giorni dopo lo scontro venne giustiziato e sepolto presso una chiesa di Hereford, era il 4 febbraio 1461.